# Scaphium longiflorum
Espèce
Classification phylogénétique
Statut de conservation UICN

 VU B1+2c : Vulnérable
Scaphium longiflorum est un arbre tropical de la famille des Sterculiaceae ou des Malvaceae.

## Synonymes
- Scaphium velutinum Kosterm.

## Répartition
Malaisie (Kedah, Penang, Perak, Selangor and Johor).
Menacé par l'exploitation et la déforestation

## Utilisation
- Bois de faible densité (515 kg/m3)[2]
- Usage médicinal